# 대선지법
대선지법(大善地法, 산스크리트어: kuśala-mahā-bhūmikā dharmā, 영어: virtuous mental factors, universal beautiful mental factors)은 설일체유부의 5위 75법의 법체계에서, 심소법(心所法: 46가지) 그룹[位]의 6가지 세부 그룹인 대지법(大地法: 10가지) · 대선지법(大善地法: 10가지) · 대번뇌지법(大煩惱地法: 6가지) · 대불선지법(大不善地法: 2가지) · 소번뇌지법(小煩惱地法: 10가지) · 부정지법(不定地法: 8가지) 중의 하나이다.
대선지법은 일체(一切)의 선(善)한 마음(6식, 즉 심왕, 즉 심법)과 '두루 함께[大]' 일어나며, 따라서 선한 마음에서 '항상[大]' 발견되는 마음작용(심소법)을 말한다. '대선지법(大善地法)'이라는 낱말에서 '대(大)'는 커다란 선(善)이라는 의미가 아니며, 해당 마음작용이 선심(선한 마음)과 '두루 함께[大]' 일어나며 선심(선한 마음)에서 '항상[大]' 발견된다는 의미이다.
설일체유부에 따르면, 다음의 10가지 마음작용이 대선지법을 구성한다.
1. 신(信)
2. 불방일(不放逸)
3. 경안(輕安)
4. 사(捨)
5. 참(慚)
6. 괴(愧)
7. 무탐(無貪)
8. 무진(無瞋)
9. 불해(不害)
10. 근(勤)

## 참고 문헌
- 곽철환 (2003). 《시공 불교사전》. 시공사 / 네이버 지식백과. |title=에 외부 링크가 있음 (도움말)
- 미륵 지음, 현장 한역, 강명희 번역 (K.614, T.1579). 《유가사지론》. 한글대장경 검색시스템 - 전자불전연구소 / 동국역경원. K.570(15-465), T.1579(30-279). |title=에 외부 링크가 있음 (도움말)
- 세친 지음, 현장 한역, 권오민 번역 (K.955, T.1558). 《아비달마구사론》. 한글대장경 검색시스템 - 전자불전연구소 / 동국역경원. K.955(27-453), T.1558(29-1). |title=에 외부 링크가 있음 (도움말)
- 운허.  동국역경원 편집, 편집. 《불교 사전》. |title=에 외부 링크가 있음 (도움말)
- (영어) DDB. 《Digital Dictionary of Buddhism (電子佛教辭典)》. Edited by A. Charles Muller. |title=에 외부 링크가 있음 (도움말)
- (중국어) 미륵 조, 현장 한역 (T.1579). 《유가사지론(瑜伽師地論)》. 대정신수대장경. T30, No. 1579. CBETA. |title=에 외부 링크가 있음 (도움말)
- (중국어) 佛門網. 《佛學辭典(불학사전)》. |title=에 외부 링크가 있음 (도움말)
- (중국어) 星雲. 《佛光大辭典(불광대사전)》 3판. |title=에 외부 링크가 있음 (도움말)
- (중국어) 세친 조, 현장 한역 (T.1558). 《아비달마구사론(阿毘達磨俱舍論)》. 대정신수대장경. T29, No. 1558, CBETA. |title=에 외부 링크가 있음 (도움말)